# Reprise de l'Île de Ré
Rébellions huguenotes
La reprise de l'Île de Ré est une bataille ayant eu lieu en France pendant les Révoltes huguenotes en septembre 1625. Les troupes du roi Louis XIII affrontent celles de l'amiral protestant Benjamin de Rohan ainsi que les forces huguenotes de La Rochelle, qui occupaient l'île de Ré depuis février 1625.

## Contexte
Dans un contexte de tensions entre les protestants et le pouvoir central royal débute en 1620 la première rébellion huguenote, menant à la bataille navale de Saint-Martin-de-Ré le 27 octobre 1622 entre les forces navales de La Rochelle et la flotte royale, sous le commandement de Charles Ier de Guise. Une paix est trouvée avec le traité de Montpellier, ne satisfaisant aucun des deux partis.
En février 1625, le protestant Benjamin de Rohan, duc de Soubise, mène une révolte contre le roi Louis XIII et, après avoir publié un manifeste, envahit et occupe l'île de Ré. Il s'empare de l'île avec 300 soldats et 100 matelots. De là, il navigue jusqu'aux côtes bretonnes où il vainc la flotte royale lors de la bataille du Blavet. Benjamin de Rohan retourne alors à Ré avec quinze navires et occupe rapidement l'île d'Oléron, contrôlant ainsi la côte atlantique de Nantes à Bordeaux. Il est reconnu comme le chef de la Réforme et se déclare « amiral de l'Église protestante ». Au contraire, la marine française se retrouve épuisée, laissant le pouvoir central vulnérable.
Le 8 août 1625, les habitants de la ville huguenote de La Rochelle votent pour se joindre à Benjamin de Rohan. 

## Confrontation et capture de l'île

### Flotte du pouvoir royal français
Charles Ier de Guise prépare un débarquement afin de reprendre les deux îles, en utilisant vingt navires de guerre empruntés aux Provinces-Unies, ainsi que sept navires anglais, sous les ordres d'Henri II de Montmorency.
La flotte néerlandaise de vingt navires est fournie conformément aux termes du traité de Compiègne de 1624. Elle est sous le commandement de l'amiral Willem Haultain de Zoete (en). Après une résolution des États généraux en décembre 1625, elle est retirée du service français en février 1626.
Les navires anglais ont été négocié avec le roi d'Angleterre Charles Ier et le duc de Buckingham George Villiers par le régent français Richelieu. En échange de l'aide française contre l'Espagne occupant le Palatinat du Rhin, les Anglais fournissent à la couronne de France des navires contre les huguenots. Cet accord pose un problème pour le Parlement anglais. Sept navires sont livrés après de nombreuses hésitations par le capitaine Pennington et sont employés contre les rebelles huguenots, essentiellement manœuvrés par des équipages français, la plupart des Anglais refusant de se battre contre leurs coreligionnaires et débarquant à Dieppe. Les navires anglais ont néanmoins bien servi contre La Rochelle. 

### Bataille navale du pertuis Breton

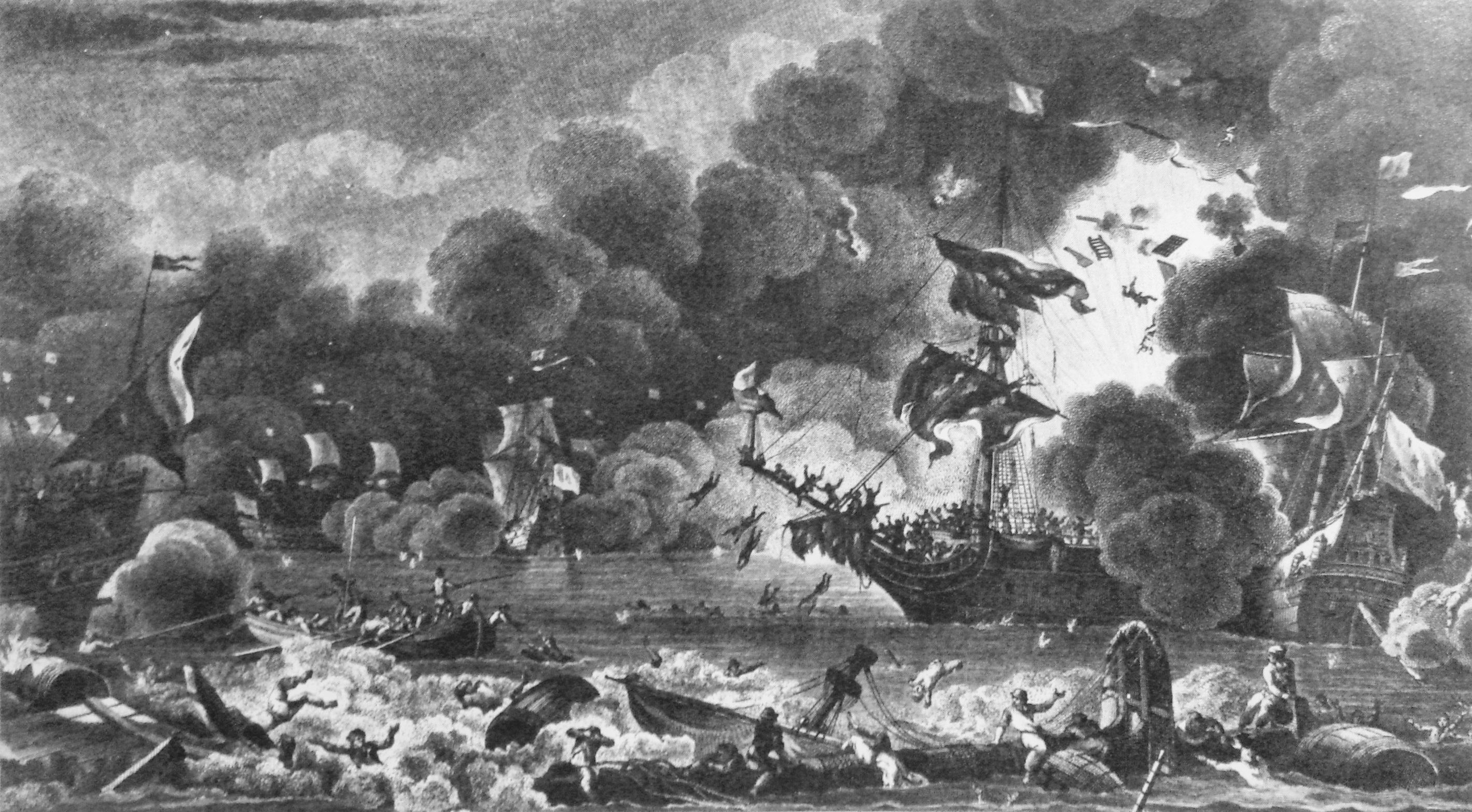
Représentation de la bataille du pertuis Breton en 1625 et l'explosion du navire néerlandais du vice-amiral Van Dorp par Pierre Ozanne au XVIIIe siècle.

Le 16 juillet 1625, Benjamin de Rohan réussit à détruire le navire néerlandais du vice-amiral Philips van Dorp (nl), tuant 300 marins néerlandais.

### Bataille navale de Saint-Martin-de-Ré et débarquement
En septembre 1625, Henri II de Montmorency mène son importante flotte hors des Sables-d'Olonne et vainc finalement la flotte de La Rochelle, commandée par Jean Guiton et Benjamin de Rohan, au large de Saint-Martin-de-Ré, le 18 septembre 1625.
Deux régiments d'élite des troupes royales, commandés par Jean de Saint-Bonnet de Toiras, sont débarqués sur l'île de Ré et vainquent Benjamin de Rohan et ses 3 000 hommes,. L'île est investie, obligeant Benjamin de Rohan à fuir pour l'Angleterre avec les quelques navires lui restant. Henri II de Montmorency réussit ainsi à reprendre les îles de Ré et d'Oléron.

## Conséquences

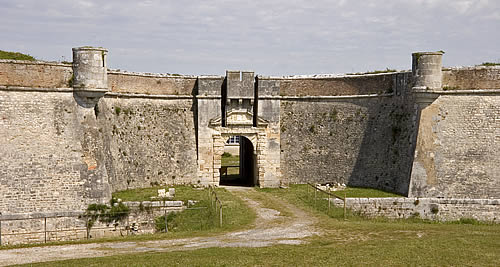
Le Fort La Prée, construit en 1625 par Toiras à la suite de la capture de l'île de Ré.

Le 5 février 1626 est signé, après de longues négociations, le traité de Paris, un accord de paix entre la ville de La Rochelle et le roi Louis XIII, préservant la liberté de religion mais imposant des garanties pour éviter de possibles révoltes. Ainsi, La Rochelle est interdit de posséder une flotte de guerre et doit détruire un fort à Tasdon. Le Fort Louis, sous contrôle royal et situé près de la porte ouest de la ville, est censé être détruit « dans un délai raisonnable ».
L'officier français Toiras est nommé gouverneur de l'île de Ré et renforce les fortifications en vue de futures attaques, notamment au Fort La Prée et à Saint-Martin-de-Ré.
En 1627, une offensive anglaise est lancée pour capturer l'île de Ré, dans le cadre du siège de La Rochelle, menant à un second siège de Saint-Martin-de-Ré par le duc de Buckingham Georges Villiers contre Toiras.
Le conflit montre la dépendance de la France vis-à-vis des marines étrangères. Cela mène Richelieu à lancer d'ambitieux plans pour construire une flotte nationale.